# Rudolf Holzhausen
Rudolf Hermann Johannes Holzhausen (* 13. April 1889 in Ellrich; † 9. Juni 1963 in München) war ein deutscher Diplomat.

## Leben

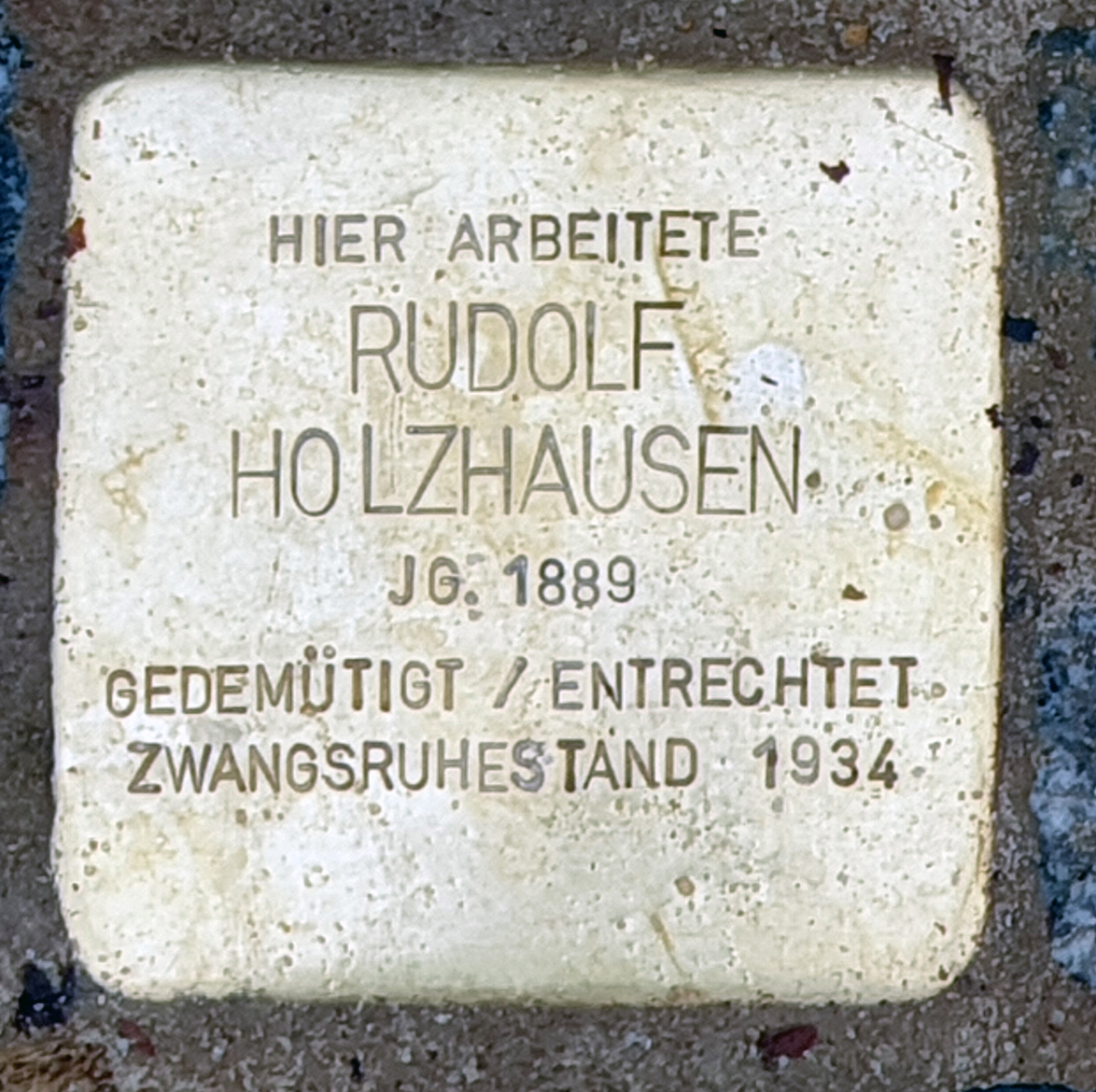
Stolperstein am Haus, Wilhelmstraße 92, in Berlin-Mitte

Holzhausen machte sein Abitur in Nordhausen und studierte Rechtswissenschaft und Staatswissenschaft. Im Ersten Weltkrieg wurde er als Kavallerieoffizier und anschließend als Flieger bei den Luftstreitkräften eingesetzt. 1919 trat Holzhausen in den auswärtigen Dienst des Deutschen Reichs ein. Er war bei den Gesandtschaften des Deutschen Reichs zuletzt als Legationsrat in Wien und 1925 in Den Haag akkreditiert. 1925 bis 1927 war er im Büro von Reichspräsident Paul von Hindenburg eingesetzt. Von 1928 bis 1933 war er als Gesandtschaftsrat Geschäftsträger an der Botschaft des Deutschen Reichs in Prag. 1934 wurde er in den Ruhestand versetzt und 1937 verabschiedet, da seine Ehefrau als „halb-arisch“ eingestuft wurde; unabhängig davon hatte er sich offenbar bemüht, weiter mit dem System zu kooperieren. Im Zweiten Weltkrieg war er beim Forschungsamt eingesetzt.
1945 wurde Holzhausen als Regierungsrat dem bayerischen Wirtschaftsministerium zugeteilt. Er wurde Verbindungsmann der Regierung von Bayern unter Hans Ehard zum Alliierten Kontrollrat. 1949 beschrieb Rudolf Holzhausen die Akten der Wilhelmstraße, nach einer ausführlichen Rezension der englischen Ausgabe von Alan J. P. Taylor.
1950 leitete Holzhausen die bayrische Staatskanzlei. Holzhausen wurde Ende November 1950 von der Bundesregierung als Generalkonsul mit Sitz in Pretoria beim Apartheidregime im britischen Dominion Südafrikanische Union zu Daniel François Malan entsandt. Am 14. August 1951 wurden offizielle diplomatische Beziehungen aufgenommen. Das Generalkonsulat Pretoria wurde am 22. Januar 1952 in eine Gesandtschaft und schließlich am 15. April 1954 in eine Botschaft umgewandelt. Holzhausen war dementsprechend zunächst Generalkonsul, dann Gesandter und abschließend, bis zum Ende seiner Dienstzeit in Pretoria, Botschafter.
Von Juli bis September 1955 war Holzhausen kurzzeitig als Geschäftsträger an der Botschaft in Kairo eingesetzt.

## Ehrungen
- 1953: Großes Verdienstkreuz mit Stern der Bundesrepublik Deutschland

Am 5. November 2021 wurde vor dem ehemaligen deutschen Außenministerium, Berlin-Mitte, Wilhelmstraße 92, ein Stolperstein für ihn verlegt.

## Veröffentlichungen
- Rudolf Holzhausen – Weltkriegsflieger, Diplomat und Historiker: Das Schicksal eines deutschen Offiziers im 20. Jahrhundert. In: Das Propellerblatt, 9.
- Rudolf Holzhausen: Die Quellen zur Erforschung des „Dritten Reichs“. In: Archivalische Zeitschrift. Volume 77, Band 46, 1950, S. 196–206